# Anna Östling
Anna Elisabeth Östling, tidigare Kjellberg, född 14 februari 1984 i Lerum, är en svensk seglare. Hon tävlar för Göteborgs Kungliga Segelsällskap. Hon är gift med Sebastian Östling, även han seglare.

## Karriär
Östling började segla som nioåring och gick på Lerums seglargymnasium. Östling tävlade för Sverige vid olympiska sommarspelen 2012 i London, där hon slutade på 12:e plats i match racing.
2014 tog hon VM-guld i matchracing tillsammans med Anja Lundberg, Karin Almquist och Annika Carlunger. 2016 tog Östling återigen VM-guld, denna gång tillsammans med Annie och Linnea Wennergren.
Östling har blivit utsedd till Årets kvinnliga seglare tre gånger: 2009, 2011 och 2014. Hon har även blivit utsedd till Årets seglare 2016 tillsammans med Annie och Linnea Wennergren.